# Suzuki Spacia
Suzuki Spacia — кей-кар, представленный в марте 2013 года японской компанией Suzuki. Пришёл на смену Suzuki Palette. Компания Mazda выпускает ребеджинговую версию Suzuki Spacia, получившую название Mazda Flair Wagon. 

## Первое поколение (MK32S/42S; 2013)
Первое поколение Spacia было представлено в марте 2013 года. Комплектации: G, X и T (с турбонаддувом). В апреле того же года компания Mazda представила модель Flair Wagon в комплектациях XG и XS.
В июне 2013 года был представлен «престижный» вариант, получивший название Spacia Custom. Комплектации: GS, XS и TS (с турбонаддувом). Компания Mazda также представила ребеджинговую версию Spacia Custom, получившую название Flair Wagon Custom Style. Комплектации: XS и XT (с турбонаддувом).
В июне 2014 года были выпущены «лимитированные» серии Suzuki Spacia, получившие названия X и XS. В декабре того же года была выпущена ещё одна «лимитированная» серия — J Style.
В мае 2015 года Suzuki Spacia прошёл фейслифтинг. В декабре того же года была выпущена «лимитированная» серия — G.

Комплектация Z с принципиально другой передней частью была добавлена в декабре 2016 года.

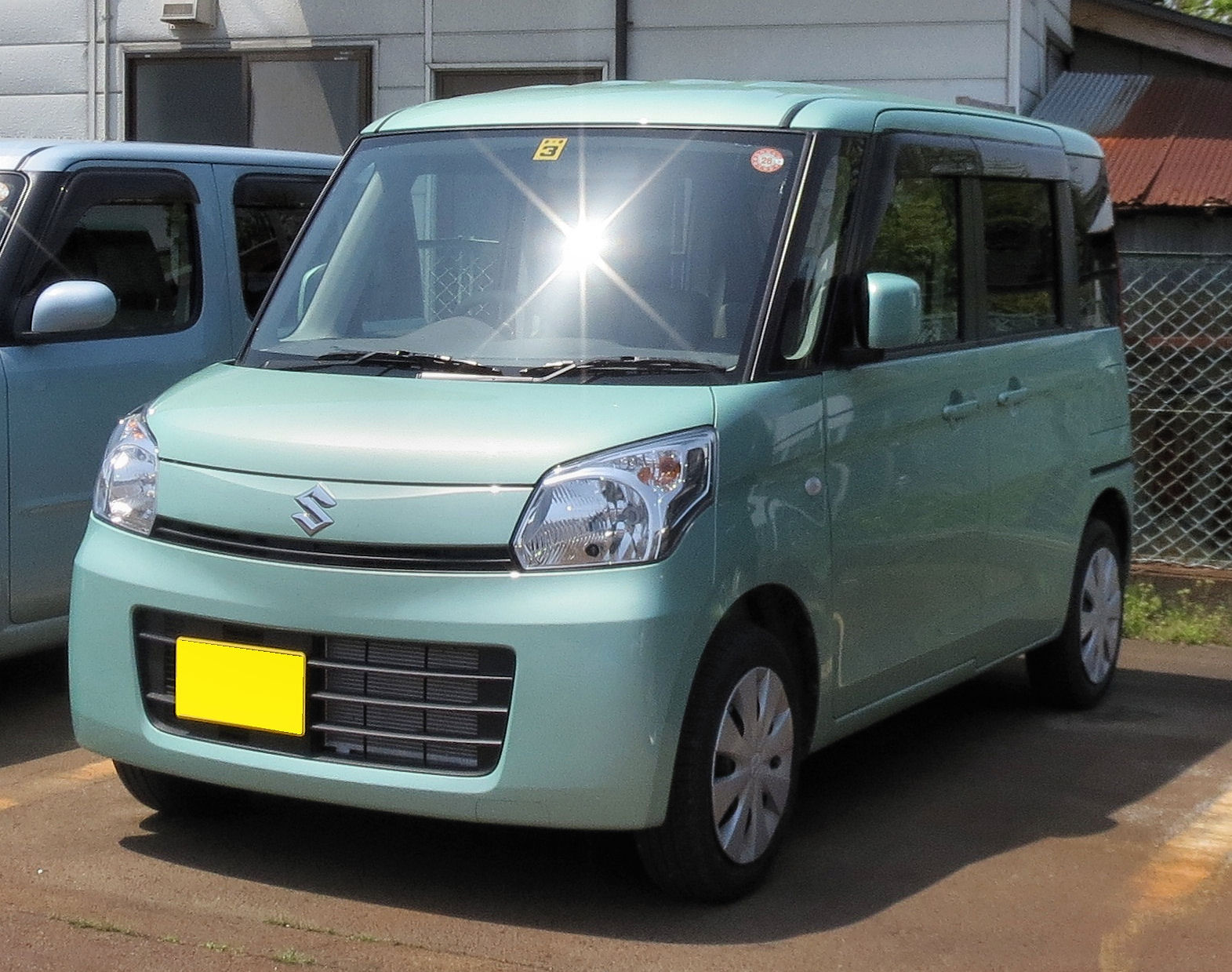
Spacia X
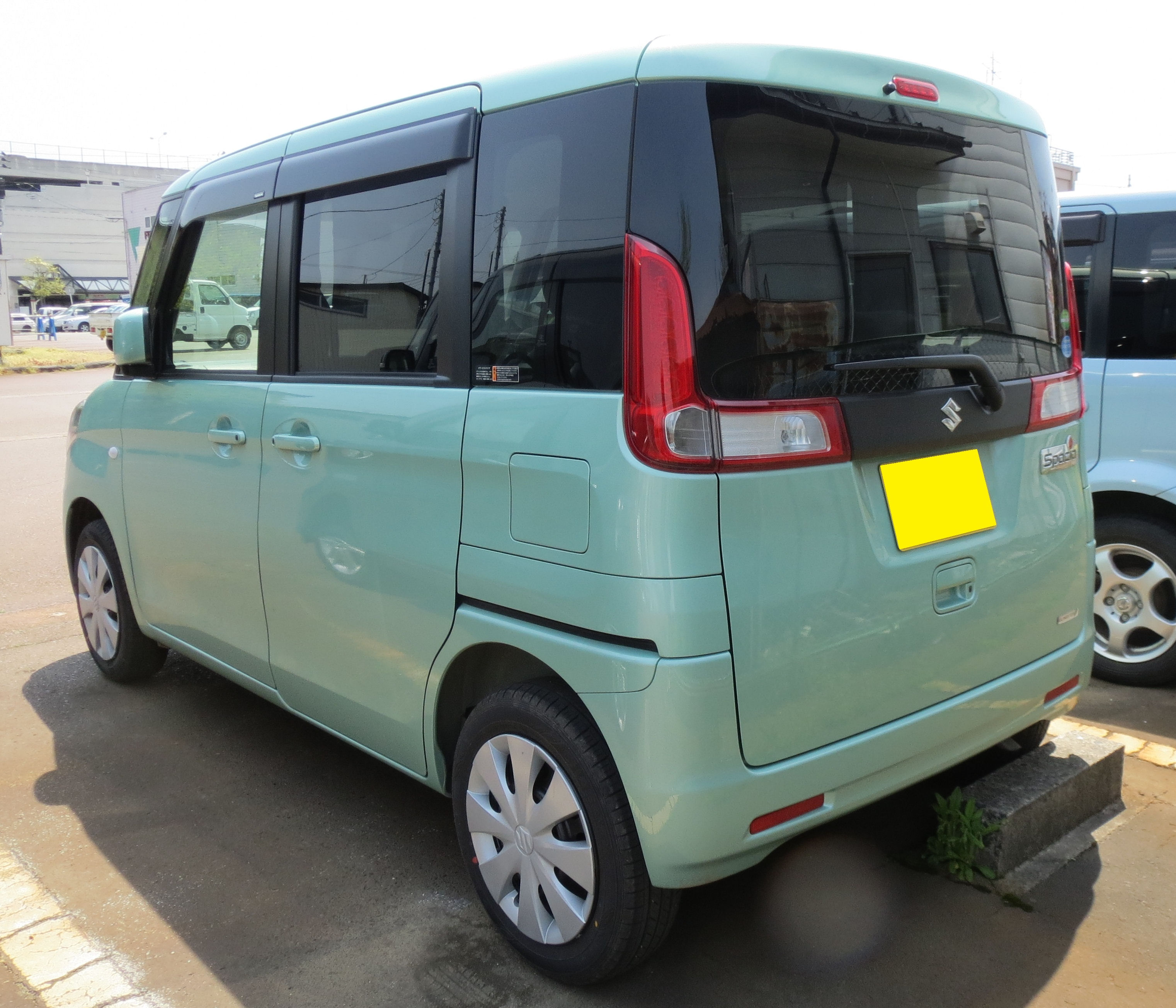
Вид сзади
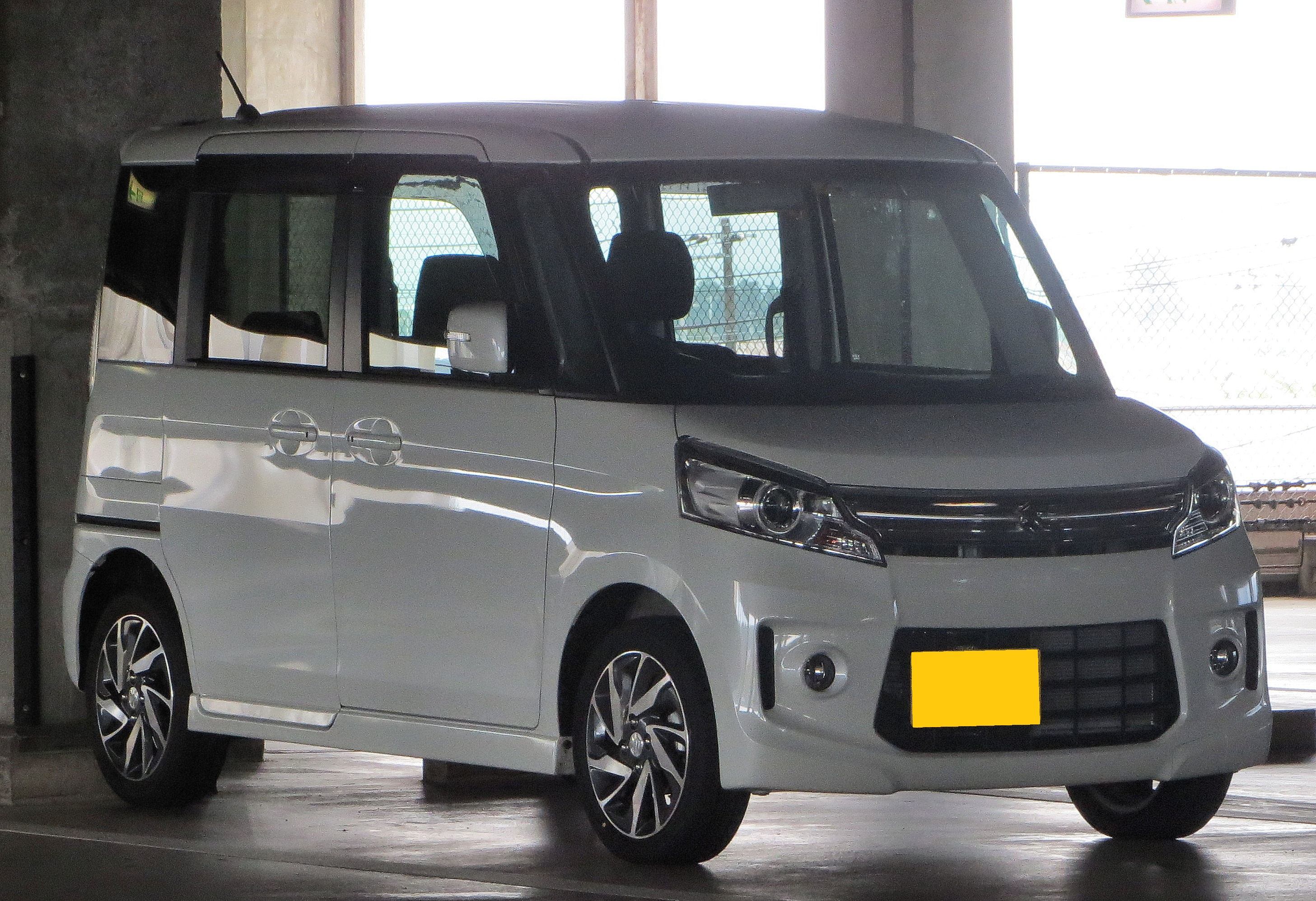
Spacia Custom TS
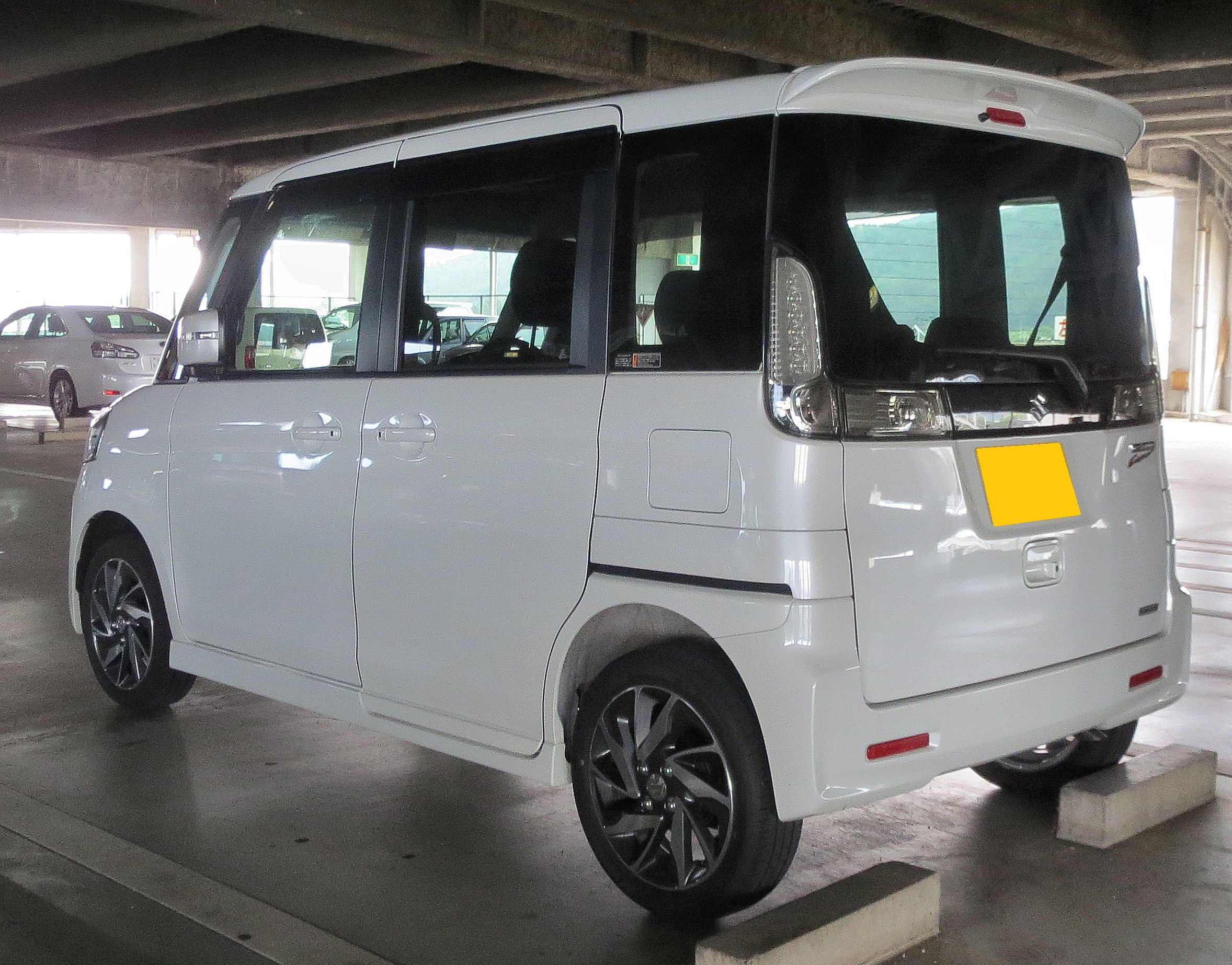
Вид сзади
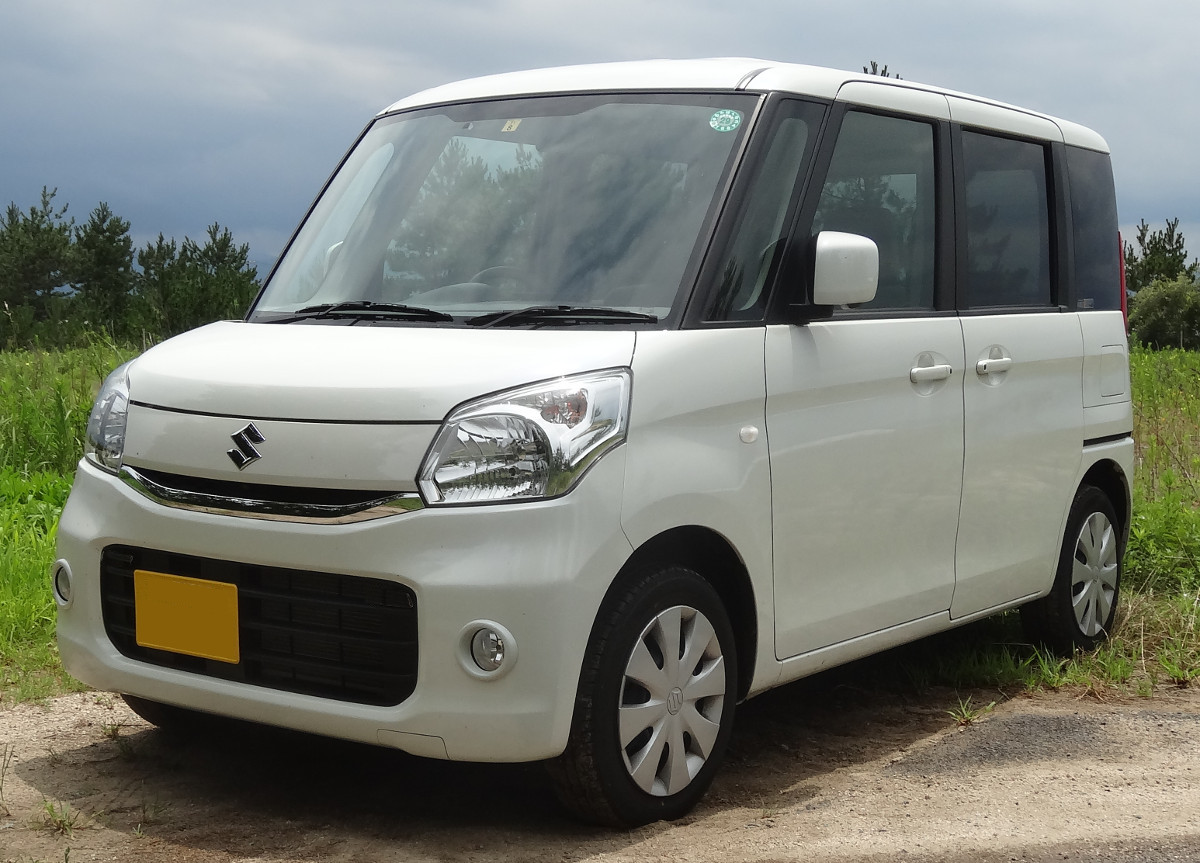
Spacia X
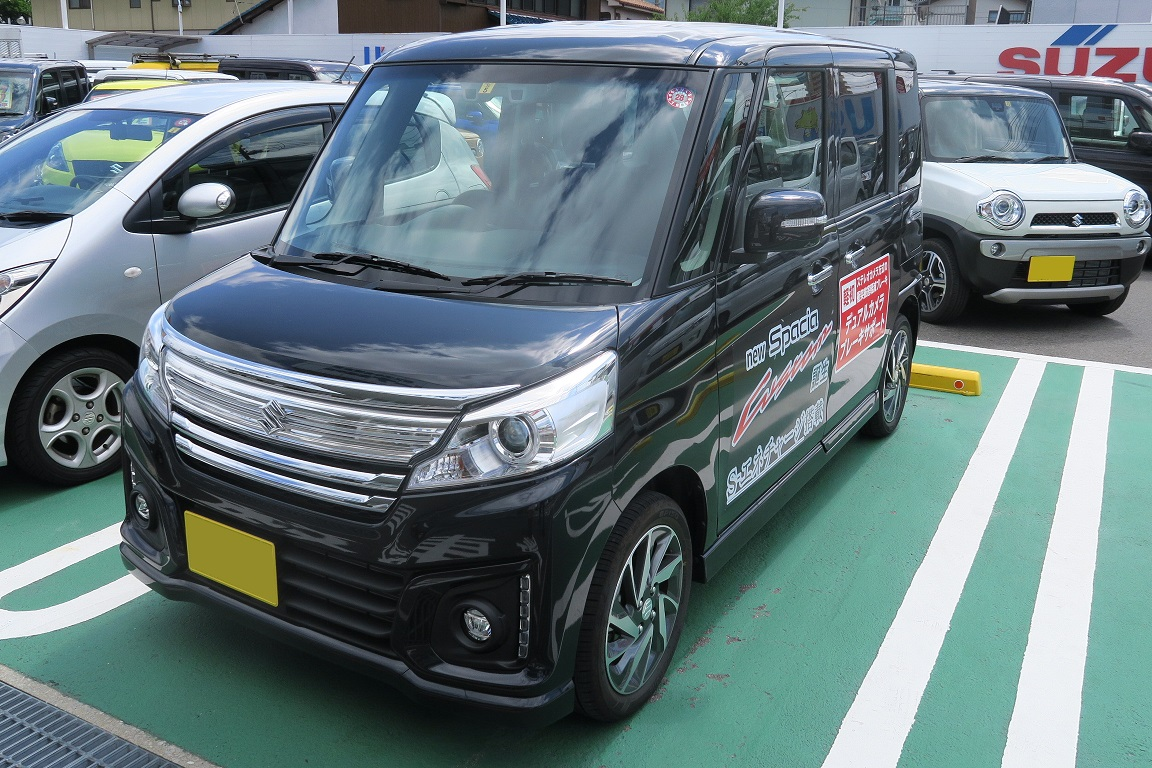
Spacia Custom XS
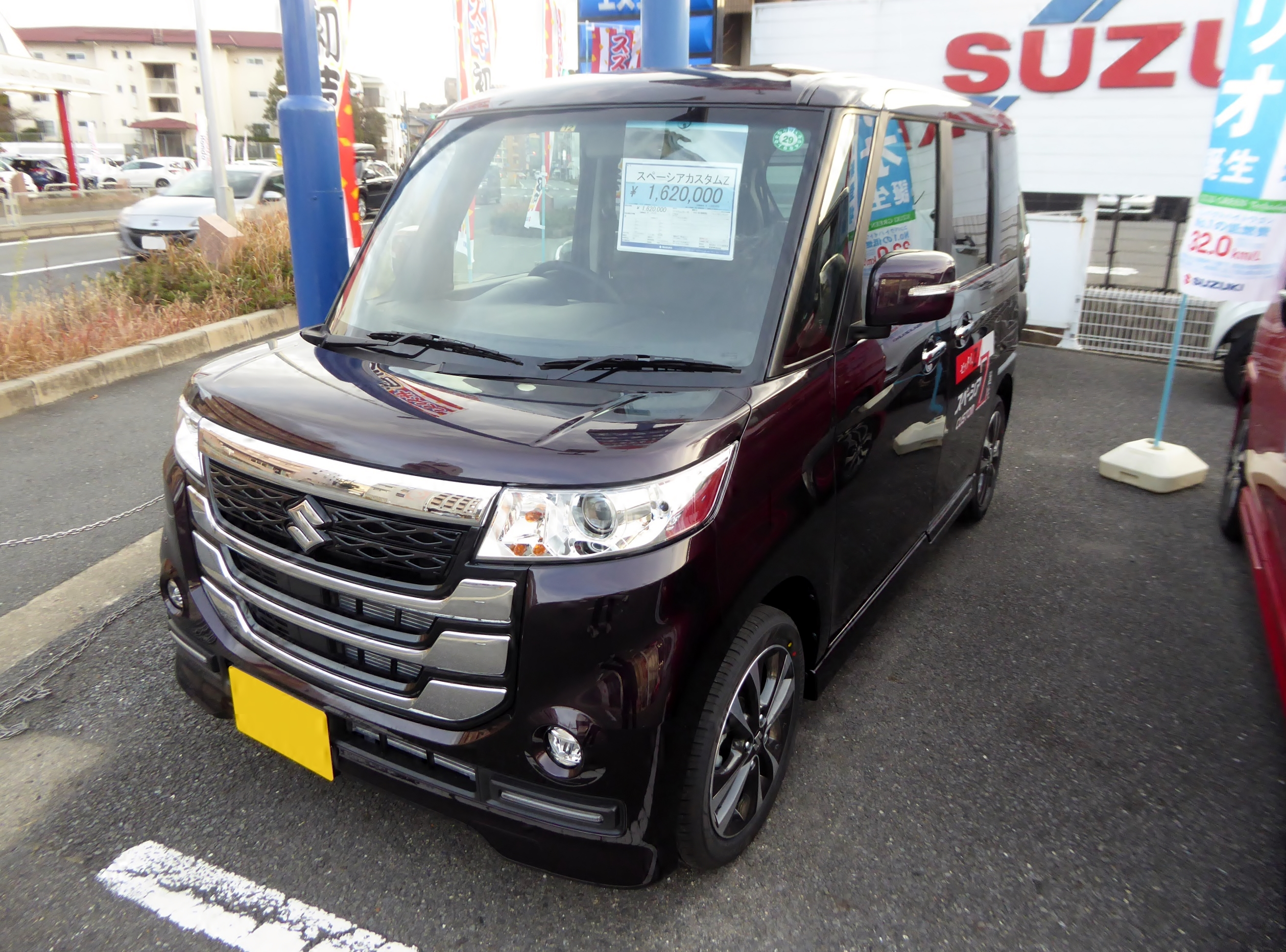
Spacia Custom Z
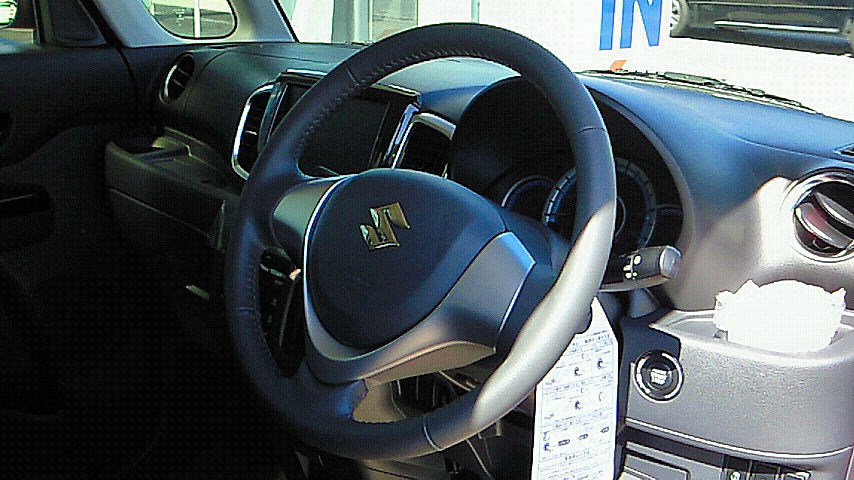
Интерьер
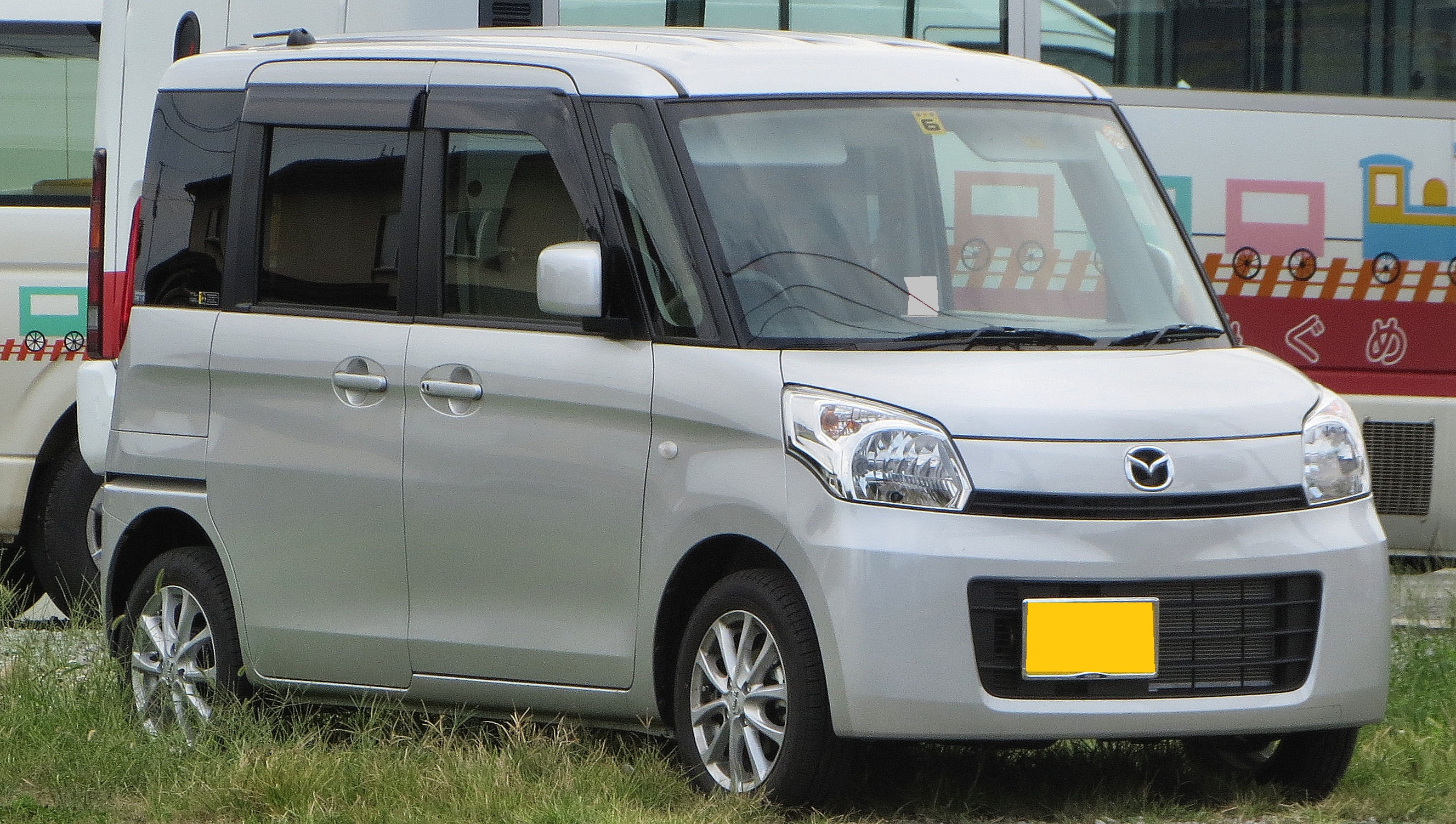
Mazda Flair Wagon XS

## Второе поколение (MK53S; 2017)
Второе поколение Suzuki Spacia было представлено в 2017 году на Токийском автосалоне. Автомобили выпускались на платформе HEARTECT, на которой также выпускается шестое поколение Suzuki Wagon R. Продажи моделей Spacia и Spacia Custom начались 14 декабря 2017 года. Модель Spacia выпускалась в комплектациях G и X, в то время как модель Spacia Custom выпускалась в комплектациях GS, XS и XS Turbo. Оба варианта имеют гибридную силовую установку. Как и ранее, компания Mazda продолжала выпускать ребеджинговую версию Spacia под названием Mazda Flair Wagon.
20 декабря 2018 года был представлен «кроссоверный» вариант Suzuki Spacia, получивший название Spacia Gear. Комплектации: XZ и XZ Turbo.
3 декабря 2021 года автомобили Suzuki Spacia второго поколения прошли рестайлинг. В то же время был представлен специальный вариант Spacia Gear, получивший название «My Style».

26 августа 2022 года был представлен коммерческий вариант, получивший название Spacia Base. Комплектации: GF и XF.

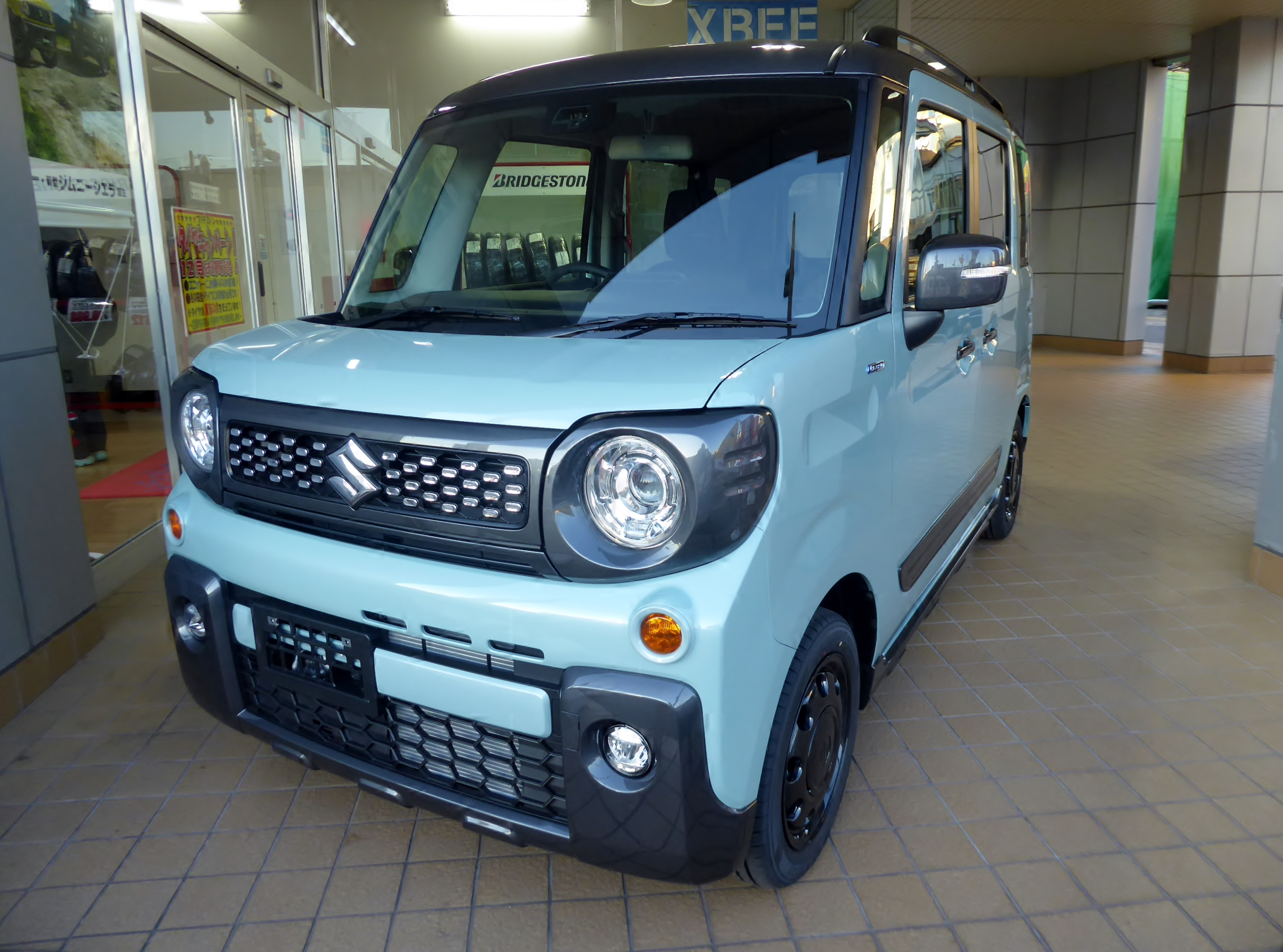
Spacia Gear Hybrid XZ Turbo
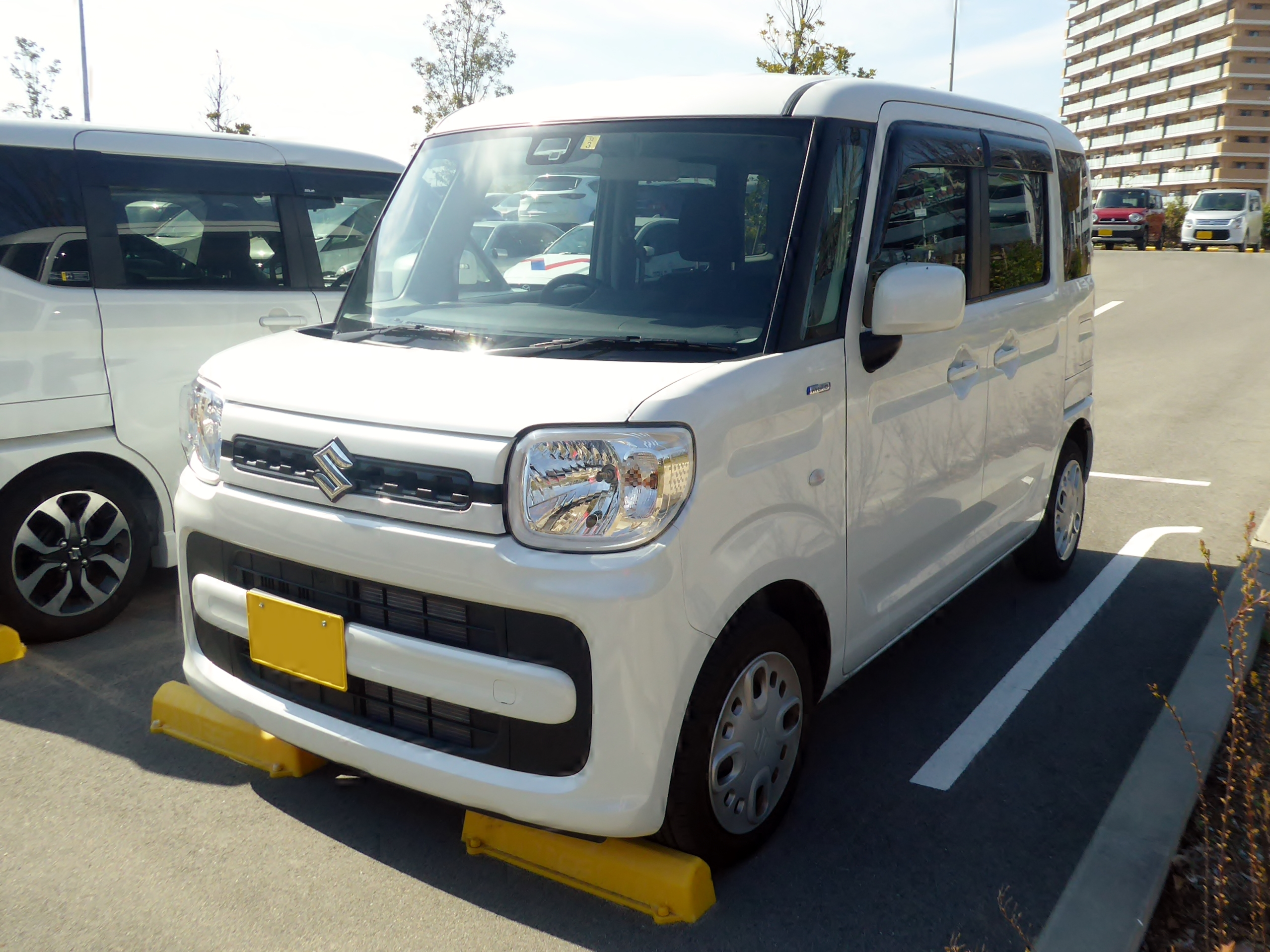
Spacia Hybrid X
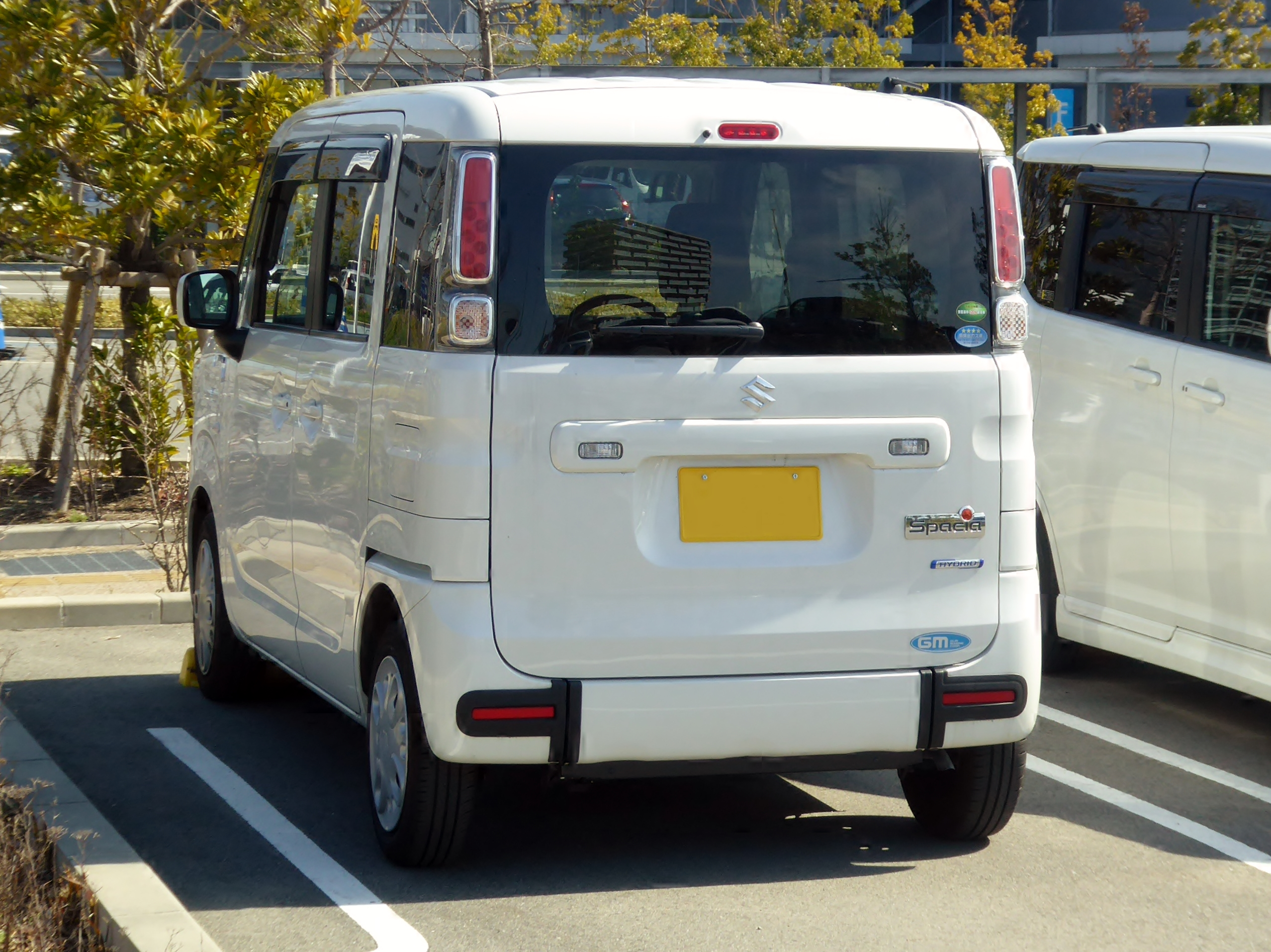
Вид сзади
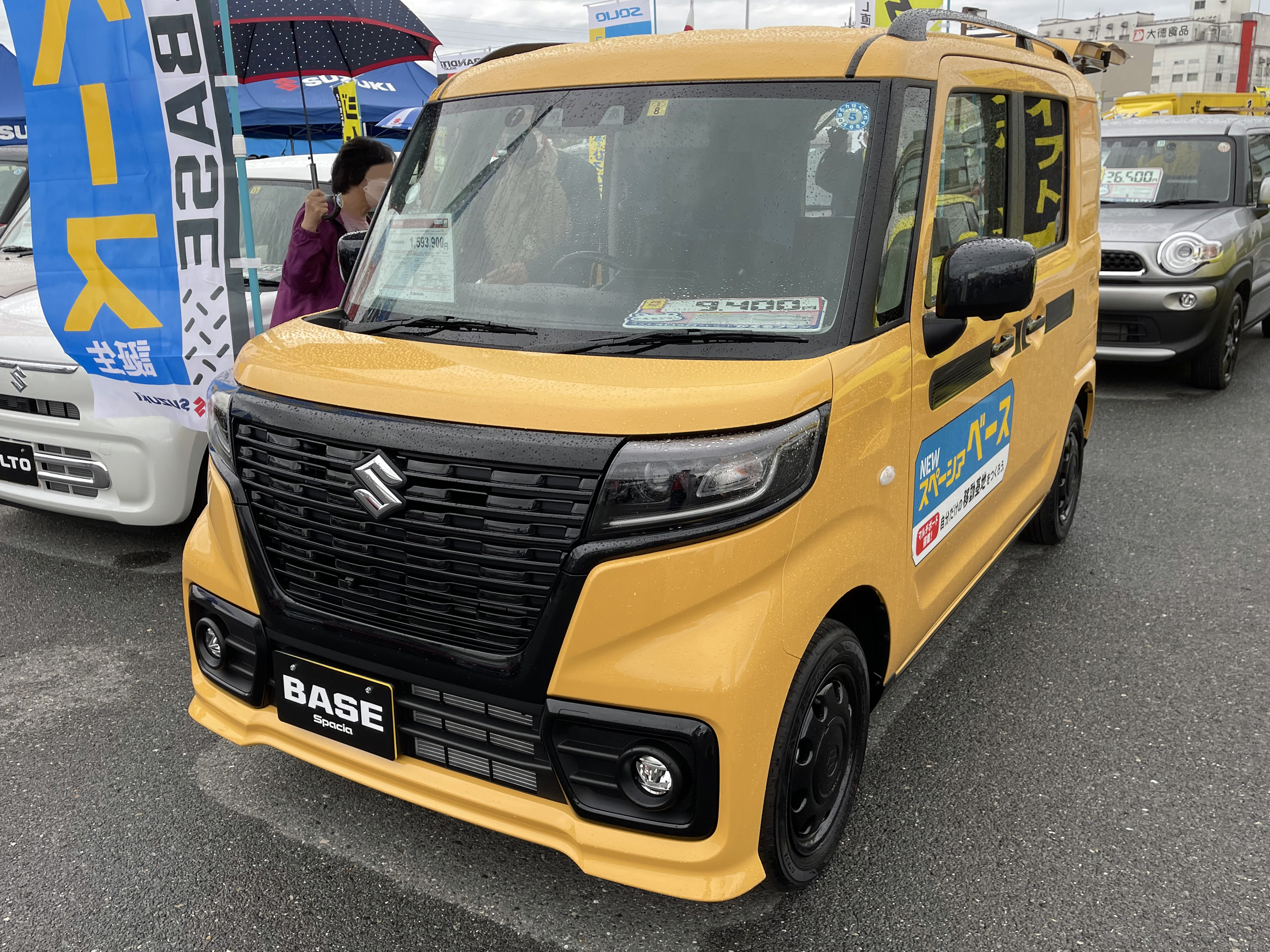
Spacia Base XF
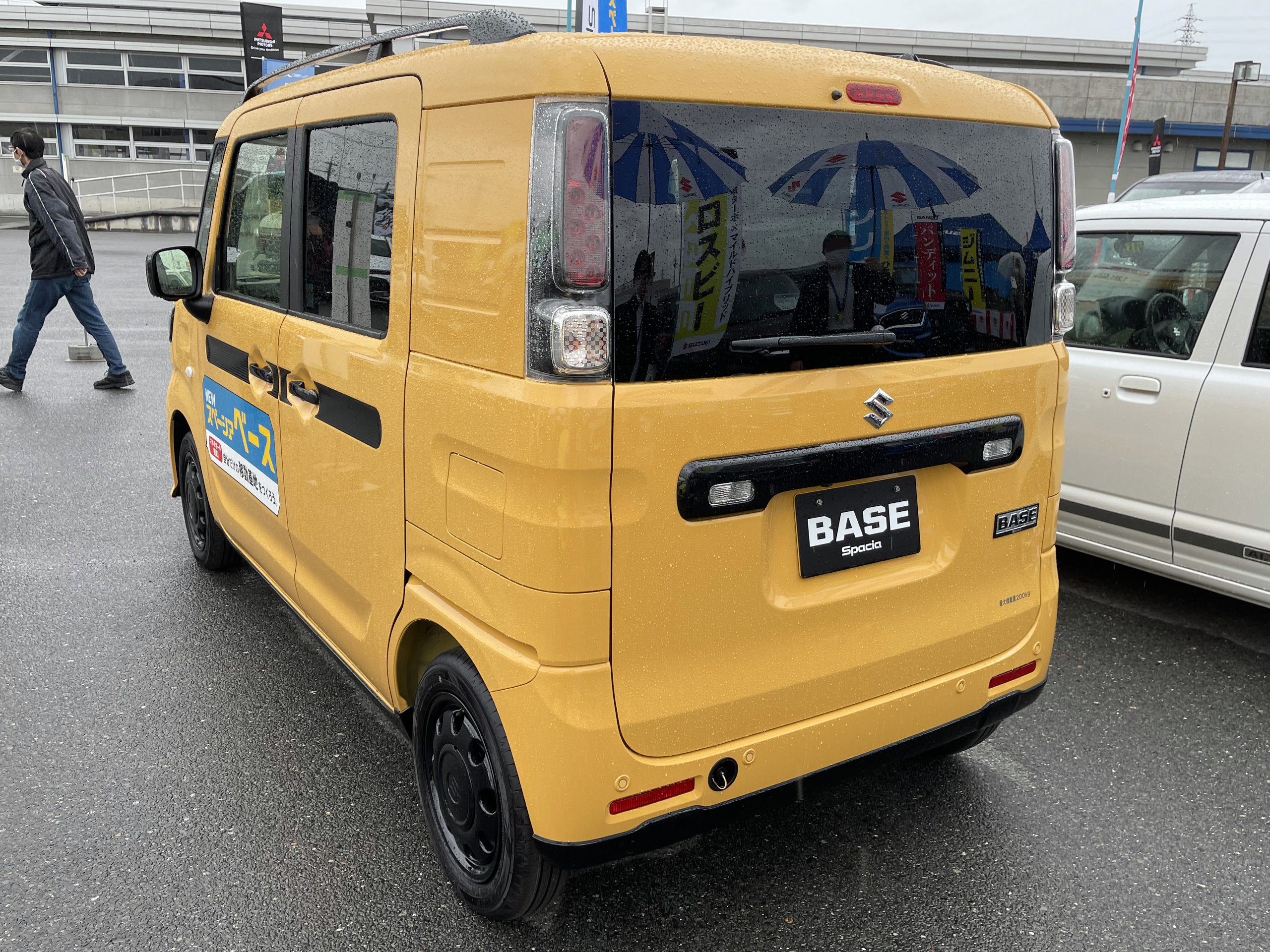
Вид сзади
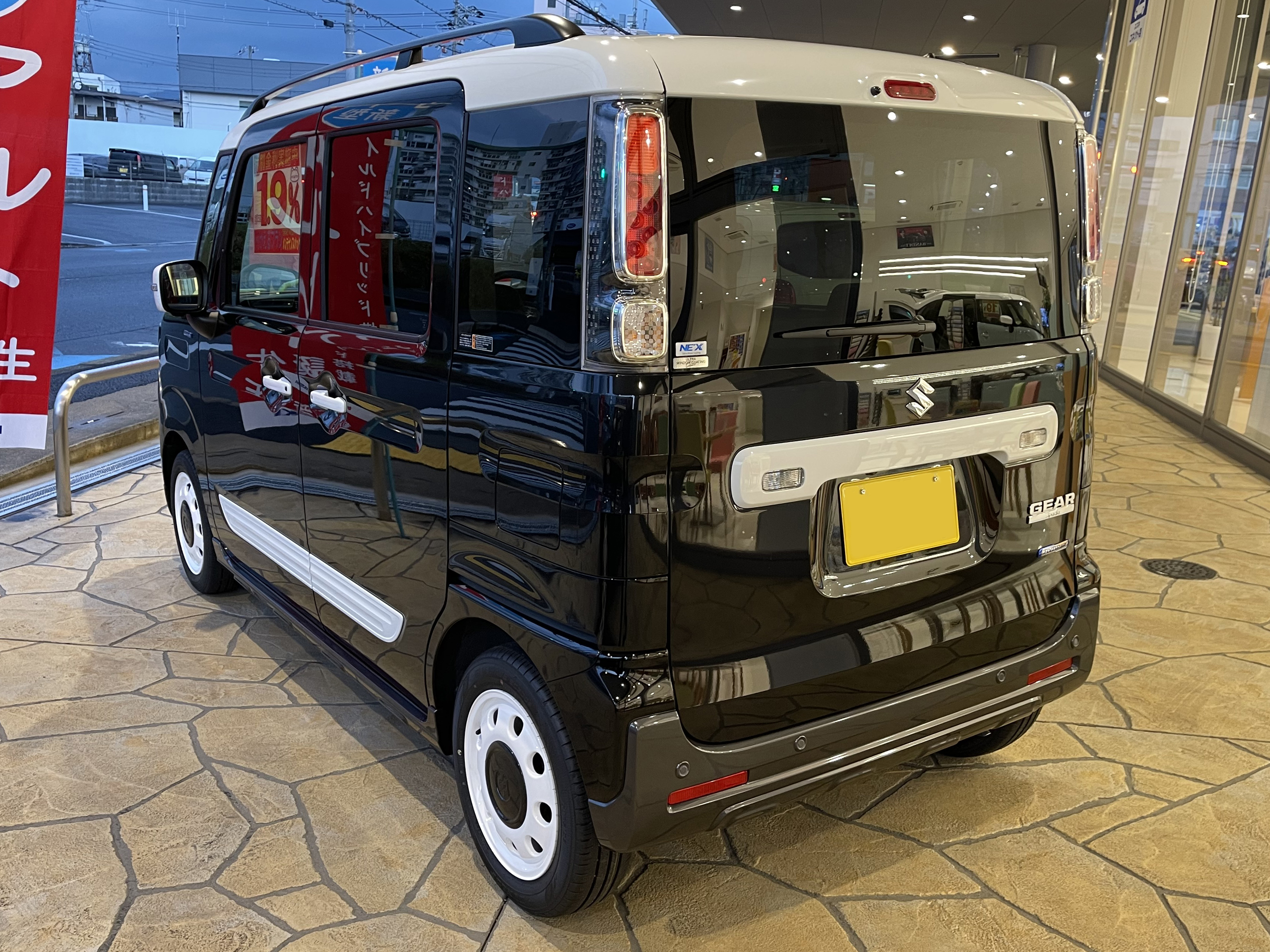
Spacia Gear «My Style»
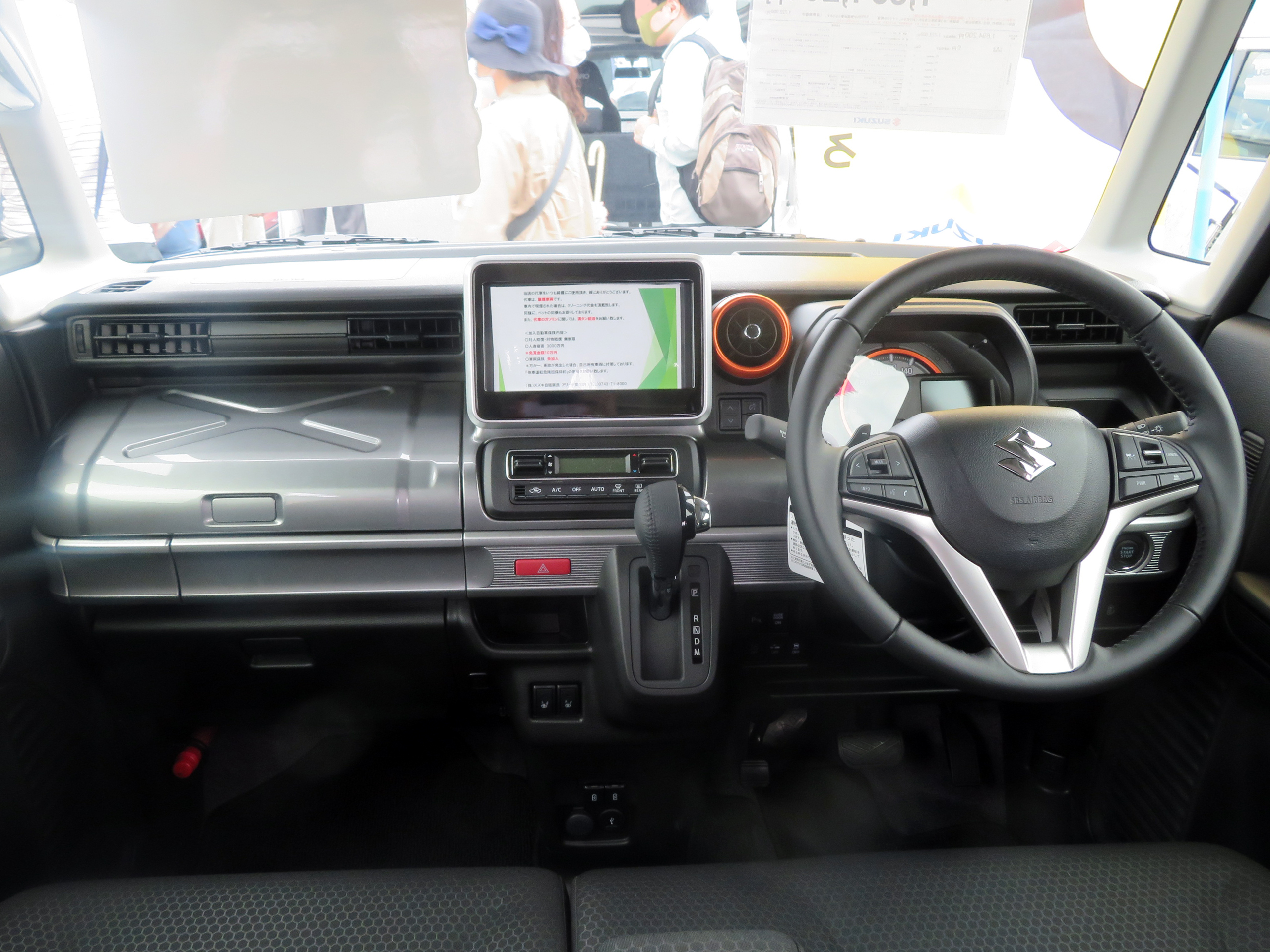
Интерьер Spacia Gear Hybrid XZ
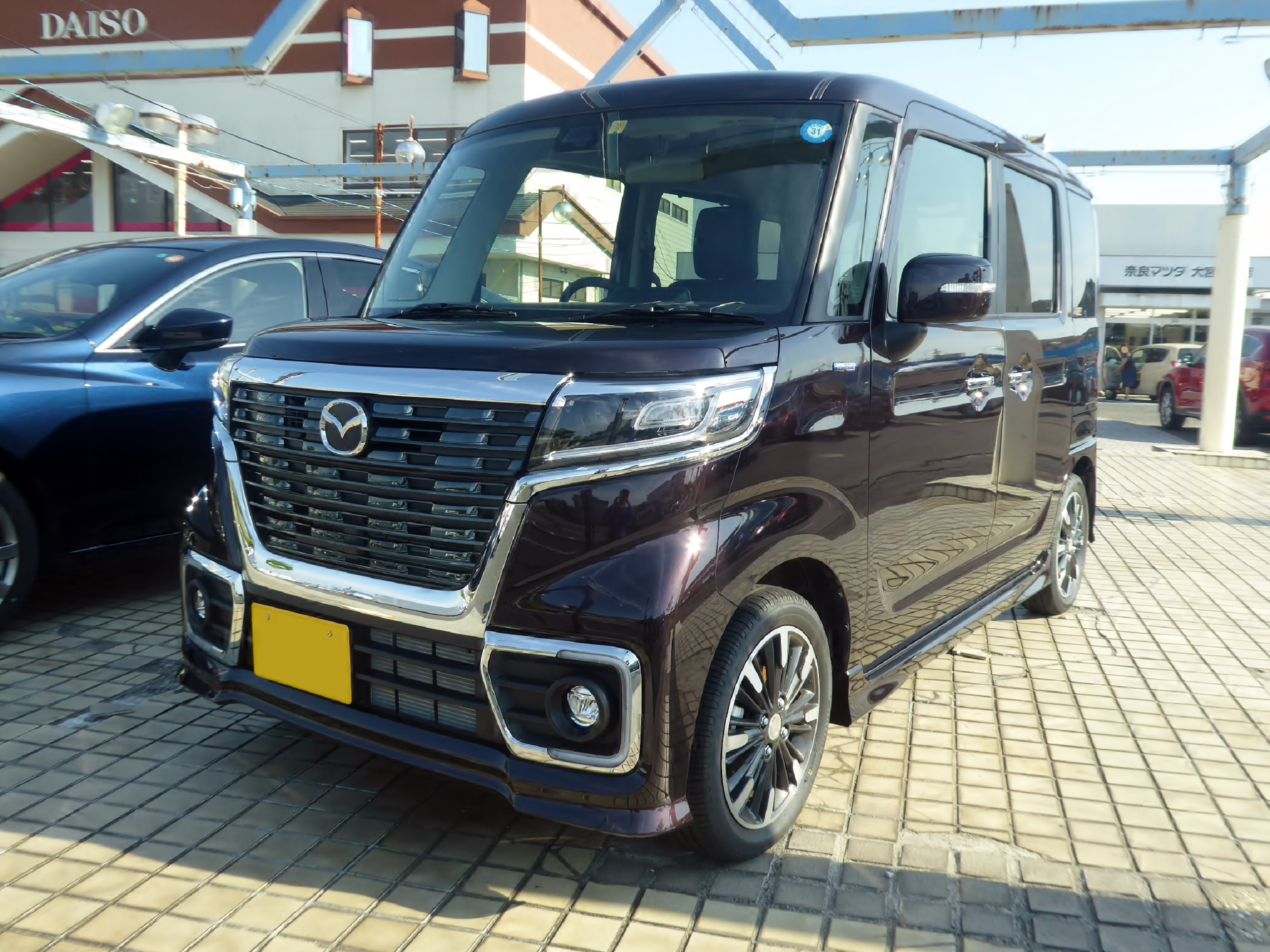
Flair Wagon Custom Style Hybrid XS
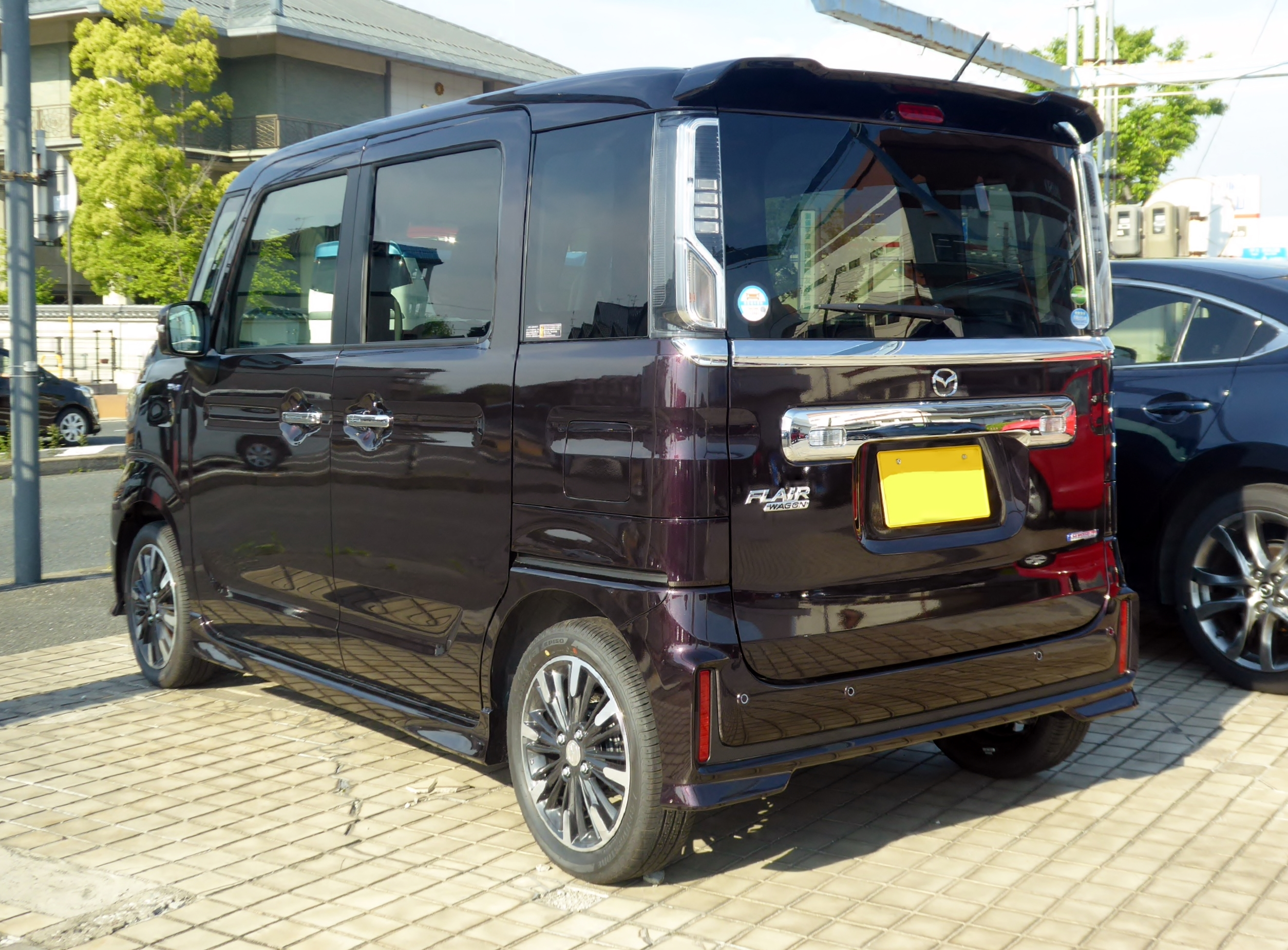
Вид сзади

## Третье поколение (MK54S; 2023)
Третье поколение Spacia было представлено в 2023 году на Токийском автосалоне.

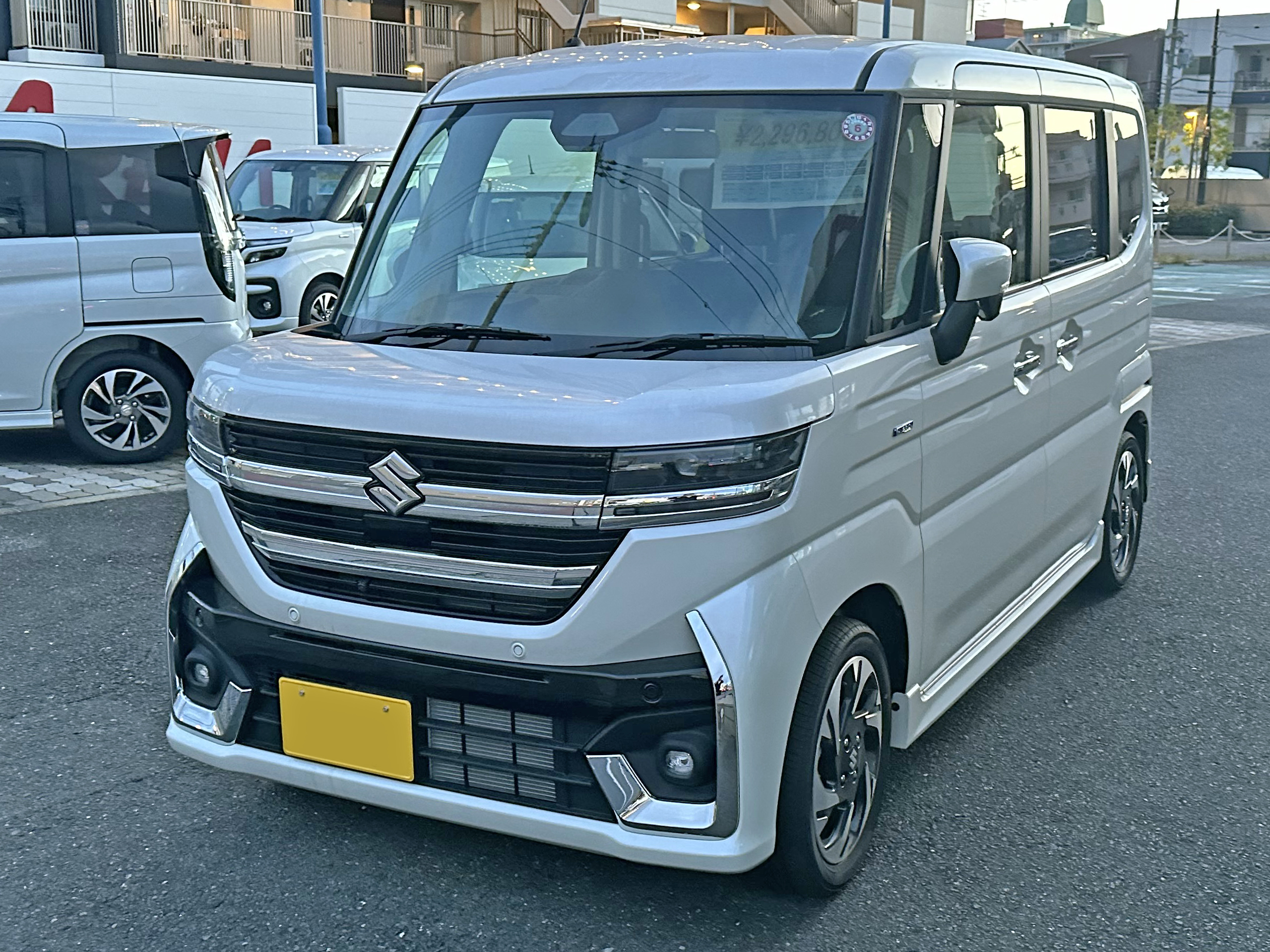
Spacia Custom HYBRID XS
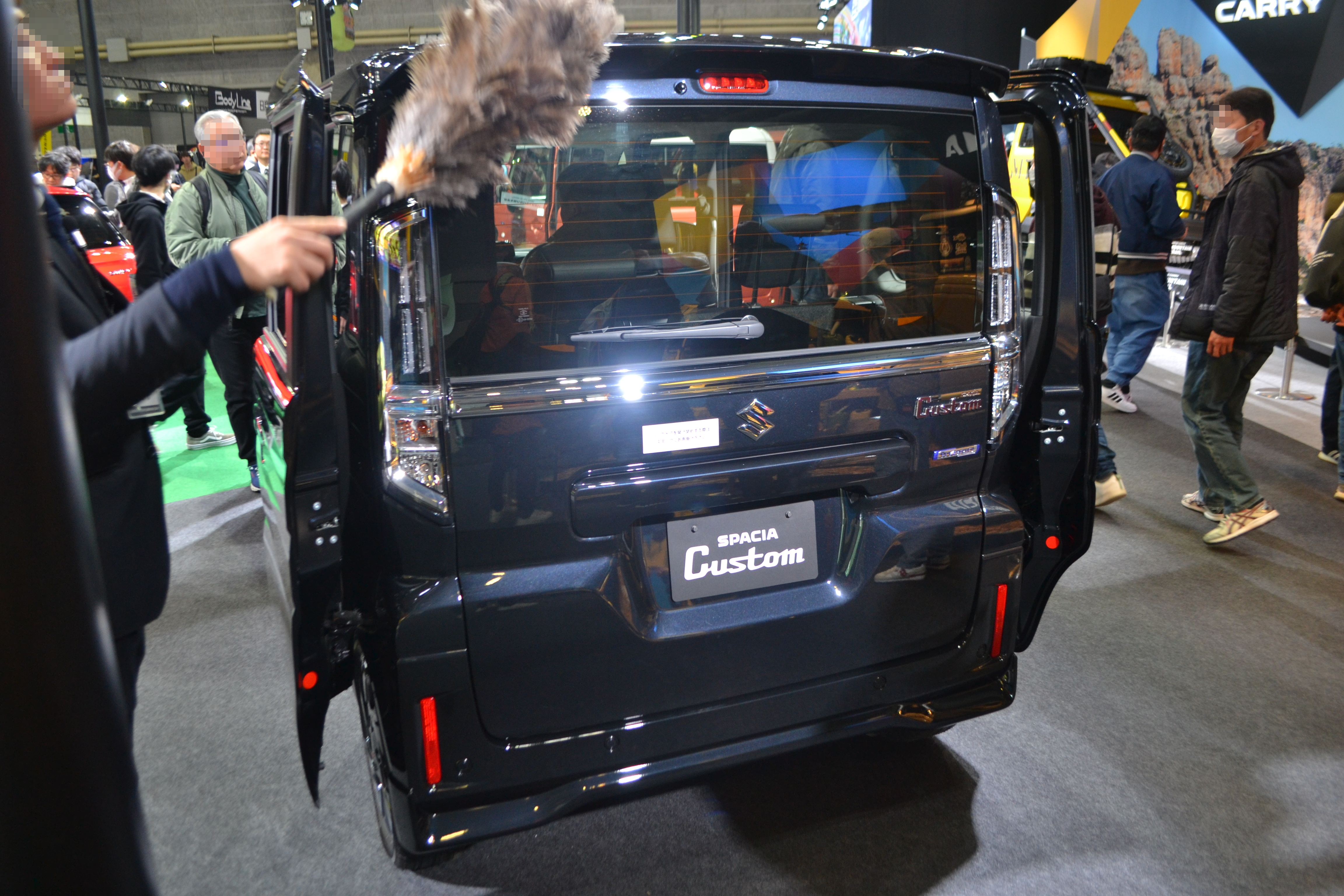
Вид сзади
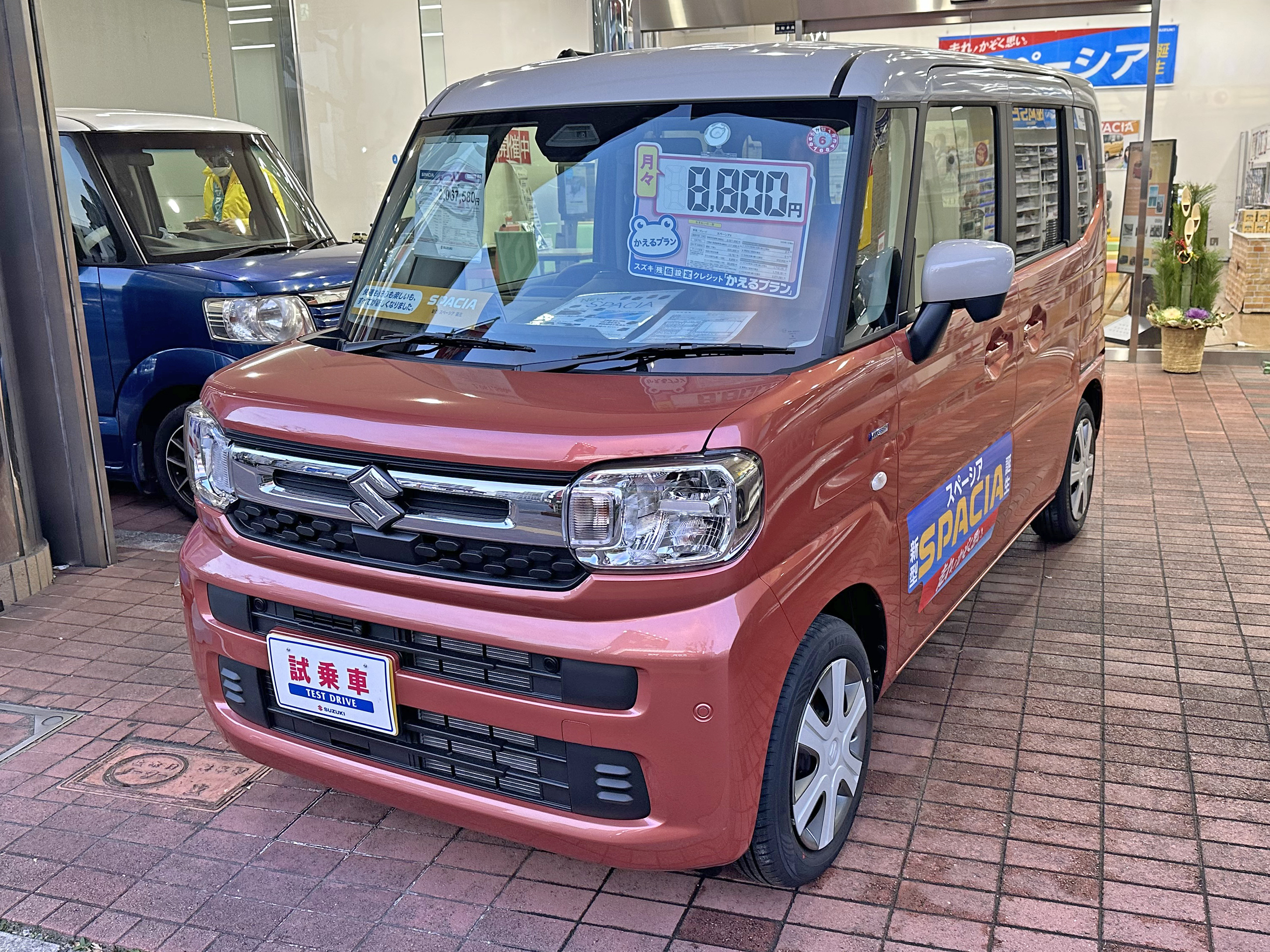
Spacia Hybrid X
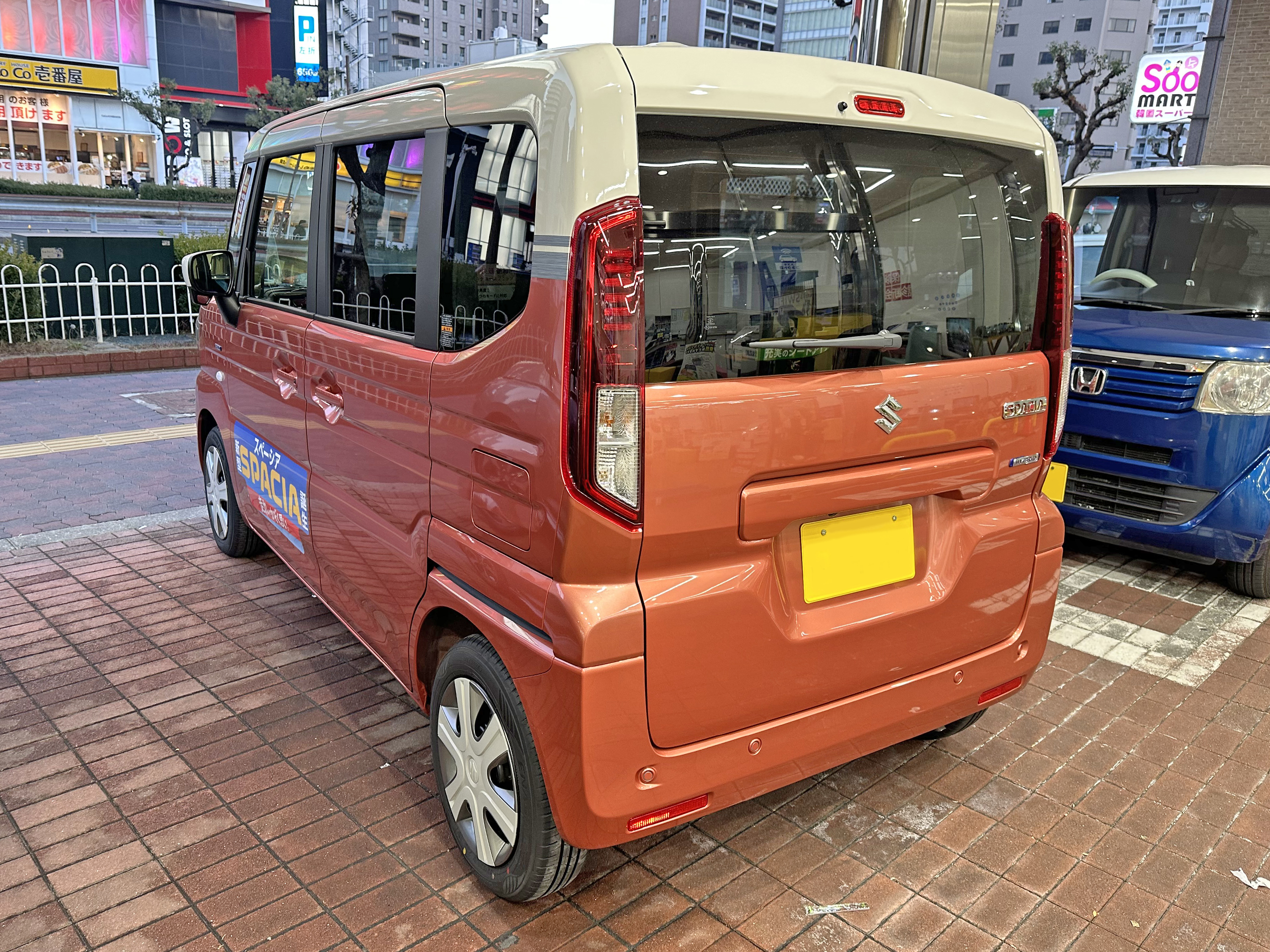
Вид сзади
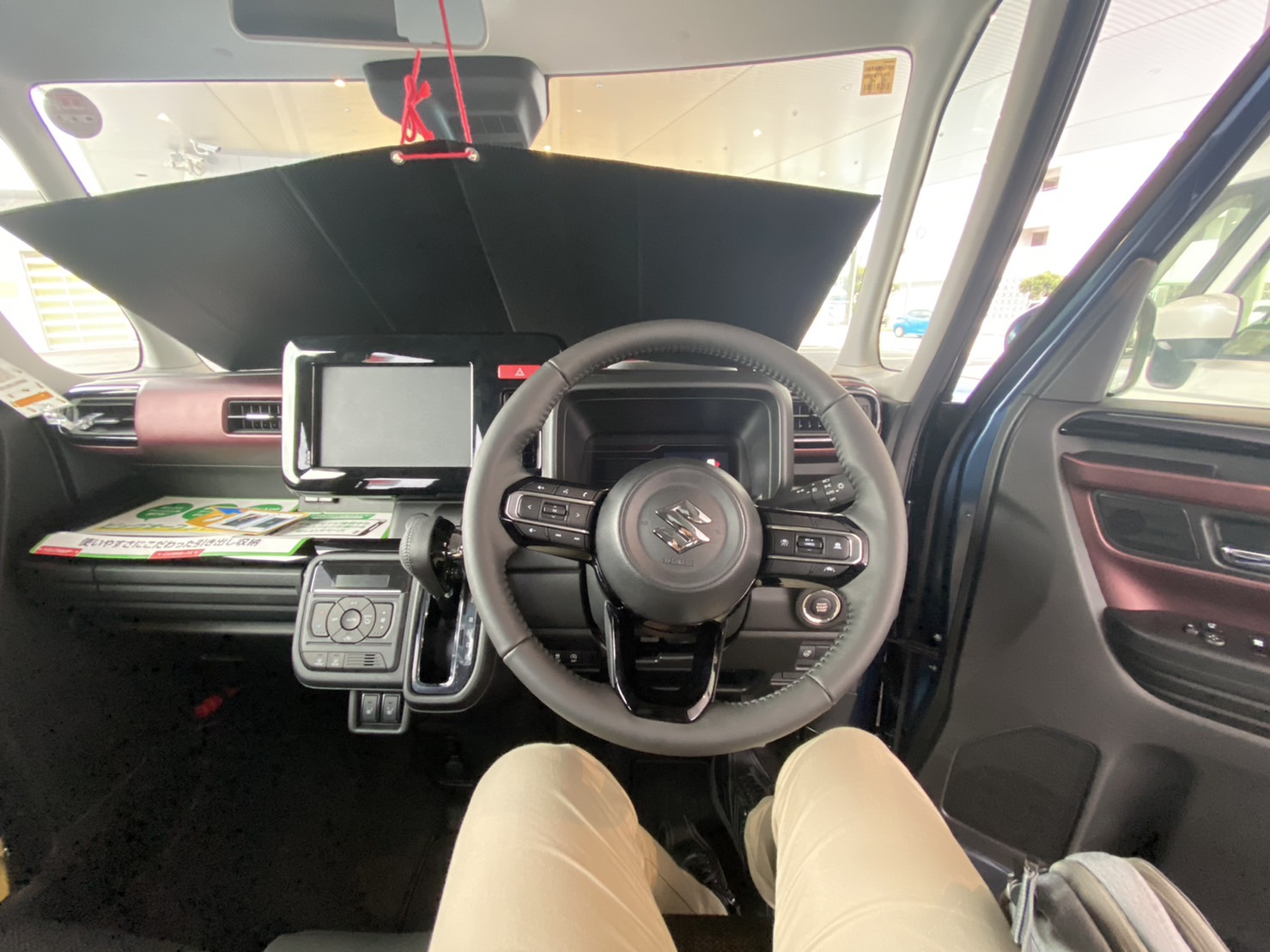
Интерьер

## Продажи
| Год  | Япония  | Япония      |
| Год  | Spacia  | Spacia Base |
| ---- | ------- | ----------- |
| 2013 | 107,193 |             |
| 2014 | 121,086 |             |
| 2015 | 79,375  |             |
| 2016 | 81,277  |             |
| 2017 | 104,763 |             |
| 2018 | 152,044 |             |
| 2019 | 166,389 |             |
| 2020 | 139,851 |             |
| 2021 | 128,881 |             |
| 2022 | 100,206 | 6,255       |
| 2023 | 122,275 | 11,025      |